# Phagocata albissima
Phagocata albissima is een platworm (Platyhelminthes). De worm is tweeslachtig. De soort leeft in of nabij zoet water.
Het geslacht Phagocata, waarin de platworm wordt geplaatst, wordt tot de familie Planariidae gerekend. De wetenschappelijke naam van de soort werd, als Albiplanaria albissima, voor het eerst geldig gepubliceerd in 1883 door Vejdovsky.